# Юзефины (Гродненская область)
Юзефи́ны (бел. Юзафіны) — деревня в Даниловичском сельсовете Дятловского района Гродненской области Республики Беларусь. По переписи населения 2009 года в Юзефинах проживали 4 человека.

## История
В 1921—1939 годах Юзефины находились в составе межвоенной Польской Республики. В 1923 году в Юзефинах было 1 хозяйство, 7 жителей. В сентябре 1939 года Юзефины вошли в состав БССР.
В 1996 году Юзефины входили в состав Торкачёвского сельсовета и колхоза «Беларусь». В деревне насчитывалось 6 хозяйств, проживали 9 человек.
13 июля 2007 года вместе с другими населёнными пунктами упразднённого Торкачёвского сельсовета Юзефины были переданы в Даниловичский сельсовет.